# Saint-Léger-de-Montbrun
 Saint-Léger-de-Montbrun  es una población y comuna francesa, situada en la región de Poitou-Charentes, departamento de Deux-Sèvres, en el distrito de Bressuire y cantón de Thouars-1.

## Demografía
| 879 | 901 | 810 | 987 | 1183 | 1174 |
| Para los censos de 1962 a 1999 la población legal corresponde a la población sin duplicidades (Fuente: INSEE [Consultar]) |     |     |     |      |      |